# Germann August Ellrod

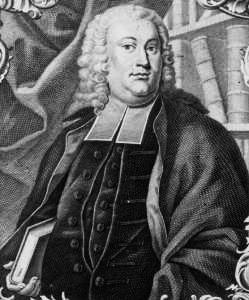
Germann August Ellrodt

Germann August Ellrod;, auch Germann August Ellrodt (* 22. September 1709 in Bayreuth; † 5. Juli 1760 ebenda), war ein deutscher evangelischer Geistlicher und Hochschullehrer.

## Leben
Germann August Ellrod war der Sohn des Gymnasialprofessors, Hofpredigers und Konsistorialrats Johann Michael Ellrod, der bereits Im Dezember 1709 verstarb, und dessen Ehefrau Magdalene Rosine Tochter des Stallmeisters Johann Georg Ott. Seine Geschwister waren:
- Wolfgang Friedrich Ellrod (* 1704), Geheimer Rat und anschließend Konsistorialpräsident;
- Philipp Andreas Ellrod (* 4. August 1707 in Bayreuth; † 1. Januar 1767 ebenda), Staatsminister, zählte zu den engsten Mitarbeitern des Markgrafen Friedrich III.[1]

Sein Urgroßvater war der Pfarrer und Mathematiker Jacob Ellrod (1601–1671) aus Gefrees.
Nachdem er zu Hause Privatunterricht durch Privatlehrer erhalten hatte, besuchte er von 1720 bis Januar 1721 beim Rektor Michael Poezinger (1688–1761) das Seminar und bis 1727 das Gymnasium in Bayreuth (heute: Gymnasium Christian-Ernestinum), seine dortigen Lehrer waren Friedrich Kaspar Hagen (1681–1741), Johann Georg Dieterich (1681–1740), Johann Georg Arnold (1685–1724), Johann Andreas Seyfart (1679–1725), Michael Poezinger, Johann Adam Flessa, Johann Adam Roth (1681–1758), und Johann Christian Seidel.
1727 immatrikulierte er sich an der Universität Jena für ein Studium der Philosophie und Theologie und hörte Vorlesungen bei Gottlieb Stolle und Martin Schmeitzel in Geschichte, bei Johann Peter Reusch und Heinrich Köhler Philosophie, bei Hermann Friedrich Teichmeyer und Georg Erhard Hamberger Mathematik und bei Jesaias Friedrich Weissenborn und Johann Franz Buddeus Theologie. Er beendete das Studium 1730 und wurde am 2. November 1731 durch Markgraf Georg Friedrich Karl als Gymnasialprofessor für Beredsamkeit, Dichtkunst und Physik am Gymnasium Bayreuth eingestellt; die Stelle trat er mit der Rede De quibusdam verae ac falsae eloquentiae fontibus an.
1736 erfolgte seine Bestellung zum Erzieher der Prinzessin Elisabeth Friederike Sophie, wurde im darauffolgenden Jahr Konsistorialassessor und 1740 Wirklicher Konsistorialrat. Nachdem er am 21. März 1742 Professor für Theologie, Beredsamkeit und Dichtkunst an der Friedrichs-Akademie in Bayreuth wurde, erfolgte im Wintersemester 1742/1743 seine Wahl zum Rektor; 1743 wurde die Akademie nach Erlangen verlegt.
Seine Ordination erfolgte am 17. November 1743 in Bayreuth.
Am Einweihungstag der Universität Erlangen, vormals Friedrichs-Akademie, am 4. November 1743, promovierte er zum Dr. phil. und Dr. theol. an der Universität Erlangen und er wurde am gleichen Tag zum ordentlichen ersten Professor der Theologie und ordentlichen Professor für Beredsamkeit und Dichtkunst an der Philosophischen Fakultät der Universität Erlangen, sowie zum Superintendenten Erlangens und Pfarrer der Neustadt berufen. Er blieb weiterhin Konsistorialrat und wurde Scholarch der Gymnasien in Erlangen und Bayreuth.
Er wechselte am 1. Juli 1747 als Oberhofprediger, Konsistorialrat, Superintendent und Pfarrer nach Bayreuth und wurde dort 1748 zugleich Generalsuperintendent für das Fürstentum Bayreuth; im gleichen Jahr konfirmierte er auch seine ehemalige Schülerin Prinzessin Elisabeth Friederike Sophie als erste Konfirmandin in Bayern und vollzog deren Vermählung mit Herzog Carl Eugen von Württemberg. Er war Spezialsuperintendent der Bayreuther Diözese und 1758 auch Direktor des Bayreuther Gymnasiums.
Germann August Ellrod war in erster Ehe seit 1734 mit Maria Helene († 14. Dezember 1735), Tochter des Bayreuther Landschaftsrat Johann Wilhelm Roesler verheiratet; gemeinsam hatten sie einen Sohn:
- Friedrich Adam Ellrod (* 14. Dezember 1735; † 1780), Superintendent in Bayreuth.

Am 1. November 1736 heiratete er Christine Wilhelmine, Tochter des Kammerrat und Leibarzt Georg Cornelius Schmidel in zweiter Ehe, mit der er vier Kinder hatte. Durch diese Ehe wurde der Mediziner und Botaniker Kasimir Christoph Schmidel sein Schwager.

## Mitgliedschaften
Germann August Ellrod war Ehrenmitglied der Teutschen Gesellschaft Erlangen.

## Ehrungen und Auszeichnungen
Germann August Ellrod lehnte eine Erhebung in den Adelsstand ab.

## Schriften (Auswahl)
- Diem festum Georgiis in fastis sacrum onomasticum serenissimi principis ac domini, domini Georgii Friderici Caroli, Marggravii Brandenburgici pie celebrandum indicit Germannus Augustus Ellrod. Baruth 1733.
- Solemnia nuptiarum serenissimi principis ac domini, domini Ernesti Augusti, Saxoniae ducis cum Sophia Carlotta Albertina, Marggravia Brandenburgica celebrata plausu votivo prosequetur illustre collegium Christian-Ernestinum. Baruth 1734.
- Nominalia serenissimi principis ad domini, domini Friderici, Marggravii Brandenburgici celebranda indicit atque ad loca quaedam ex l. II. Ciceronis de nat. deor. commentatur Germannus Augustus Ellrod. Baruth 1737.
- Ignis veniente Messia in terram coniectus: ex Lucae cap. XII. comm. XXXXVIIII. ad dignam natalitiorum Servatoris celebrationem excitatus. Erlangen 1744.
- Die Ursachen warum die Evangelisch Lutherische Kirche in diesen Tagen ein Dankfest begehet: In einer Predigt am 28ten September 1755 In der Stadtkirche zu Bayreuth über Jesaiä 26. vers 1. 2. 3. vorgestellet und zum Andenken des Religionsfriedens. Bayreuth 1755.